# Okemah
Okemah és una ciutat dels Estats Units a l'estat d'Oklahoma. Segons el cens del 2000 tenia 3.038 habitants.

## Demografia
Segons el cens del 2000, Okemah tenia 3.038 habitants, 1.242 habitatges, i 763 famílies. La densitat de població era de 451,1 habitants per km².
Dels 1.242 habitatges en un 29,5% hi vivien nens de menys de 18 anys, en un 41,8% hi vivien parelles casades, en un 15% dones solteres, i en un 38,5% no eren unitats familiars. En el 35,7% dels habitatges hi vivien persones soles el 18,4% de les quals corresponia a persones de 65 anys o més que vivien soles. El nombre mitjà de persones vivint en cada habitatge era de 2,35 i el nombre mitjà de persones que vivien en cada família era de 3,04.
Per edats la població es repartia de la següent manera: un 27,4% tenia menys de 18 anys, un 8,9% entre 18 i 24, un 23,3% entre 25 i 44, un 19,9% de 45 a 60 i un 20,5% 65 anys o més.
L'edat mediana era de 37 anys. Per cada 100 dones de 18 o més anys hi havia 76,8 homes.
La renda mediana per habitatge era de 21.306 $ i la renda mediana per família de 26.659 $. Els homes tenien una renda mediana de 21.905 $ mentre que les dones 15.375 $. La renda per capita de la població era de 12.645 $. Entorn del 19,5% de les famílies i el 25,3% de la població estaven per davall del llindar de pobresa.

## Poblacions més properes
El següent diagrama mostra les poblacions més properes.

## Persones notables
- Woody Guthrie (1912 - 1967), cantant folk
- William R. Pogue (1930 - 2014), astronauta
- John Fullbright (n. 1988), cantant americà